# Konstanca Ogrska
Konstanca Ogrska (madžarsko Konstancia Árpád, češko Konstancie Uherská) je bila druga kraljica žena češkega kralja Otokarja I., * okoli 1180, 6. december 1240,  Tišnov, Moravska.

## Družina
Konstanca je bila hčerka ogrskega kralja Béle III. in njegove prve žene Agneze Antioške. Med njenimi starejši sorojenci so bili kralj Emerik Ogrski, Margareta Ogrska in kralj Andrej II. Ogrski.

## Poroka in otroci
Otokar I. se je leta 1199 ločil od svoje prve žene Adelajde Meissenske zaradi sorodstva. Kasneje istega leta se je poročil s Konstanco, s katero sta imela devet otrok.
Kraljica Konstanca je v različnih dokumentih iz obdobje njenega vladanja redno omenjena kot sodonatorka s svojim možem. Zabeležene so tudi njene prošnje možu za razne donacije. Zdi se, da je mesto Boleráz prodala svojemu nečaku Béli IV.  Leta 1247 je Béla IV. omenjeno mesto podelil nunam iz Trnave. Listina, s katero naj bi Konstanca podelila svobodo mestoma Břeclav in Olomuc, velja za ponaredek. Ista listina podeljuje zemljišča v Ostrovanih samostanu sv. Štefana iz Hradišta. Za ponarejeno se šteje tudi njeno pismo, s katerim je naselila "častne tevtonske može" (viros honestos Theutunicos) v mestu Hodonín. 
Otokar I. je umrl leta 1230. Nasledil ga je sin Venčeslav I. Konstanca je svojega moža preživela za celo desetletje.
Leta 1231 je papež Gregor IX. vzel kraljico Konstanco in zemljišča njene dote pod zaščito Svetega sedeža. Iz njegovega pisma Konstanci je razvidno, da so bili med njenimi posestmi pokrajine Břeclav (Brecyzlaviensem), Pribyslavice (Pribizlavensem), Dolni Kunice (Conowizensem), Godens (Godeninensem), Bzenec (Bisenzensem) in Budějovice (Budegewizensem).
Konstanca je leta 1232 ustanovila samostan Porta Coeli pri Tišnovem in vstopila vanj kot redovnica. Umrla je v samostanu leta 1240.

## Otroci
- Vratislav (ok. 1200 – pred 1209)
- Judita (ok. 1202 – 2. junij 1230), poročena z Bernhardom Spanheimom, vojvodom Koroške
- Ana (ok. 1204 – 23. junij 1265), poročena s Henrikom II. Pobožnim, vojvodom Vroclava
- Agneza, umrla verjetno v otroštvu
- Venčeslav I. Češki (ok. 1205 – 23. september 1253)
- Vladislav II. (1207 – 10. februar 1228), mejni grof Moravske
- Přemysl (1209 – 16. oktober 1239), mejni grof Moravske
- Božena (1210 – 24. oktober 1281)
- Agneza (20. januar 1211 – 6. marec 1282), opatinja frančiškanskih redovnic klaris v Pragi